# EFAF Atlantic Cup 2010
La EFAF Atlantic Cup 2010 è stata la seconda edizione dell'omonimo torneo, disputata nel 2010. È stata organizzata dalla EFAF.
Ha avuto inizio il 26 giugno e si è conclusa il giorno seguente con la finale di Dublino vinta per 19-18 dagli irlandesi University of Limerick Vikings sui olandesi Lelystad Commanders.
Al campionato hanno preso parte 4 squadre.

## Squadre partecipanti
| Club                | Città     | Stadio | Sponsor ufficiale | Risultato nella stagione 2009 |
| ------------------- | --------- | ------ | ----------------- | ----------------------------- |
| Brussels Bulls      | Bruxelles |        |                   |                               |
| Dudelange Dragons   | Dudelange |        |                   |                               |
| Lelystad Commanders | Lelystad  |        |                   |                               |
| UL Vikings          | Dublino   |        |                   | Campioni d'Irlanda            |

## Tabellone
|  | Semifinali          | Semifinali          | Semifinali          |                     |            | Finale               | Finale               | Finale               |  |
|  |                     |                     |                     |                     |            |                      |                      |                      |  |
|  | UL Vikings          | UL Vikings          | 58                  |                     |            |                      |                      |                      |  |
|  | UL Vikings          | UL Vikings          | 58                  |                     |            |                      |                      |                      |  |
|  | Dudelange Dragons   | Dudelange Dragons   | 14                  |                     |            |                      |                      |                      |  |
|  | Dudelange Dragons   | Dudelange Dragons   | 14                  |                     | UL Vikings | UL Vikings           | 19                   |                      |  |
|  |                     |                     |                     |                     | UL Vikings | UL Vikings           | 19                   |                      |  |
|  |                     |                     | Lelystad Commanders | Lelystad Commanders | 18         |                      |                      |                      |  |
|  | Lelystad Commanders | Lelystad Commanders | Lelystad Commanders | Lelystad Commanders | 18         | 48                   |                      |                      |  |
|  | Lelystad Commanders | Lelystad Commanders |                     |                     |            | 48                   |                      |                      |  |
|  | Brussels Bulls      | Brussels Bulls      | 0                   |                     |            | Finale 3º - 4º posto | Finale 3º - 4º posto | Finale 3º - 4º posto |  |
|  | Brussels Bulls      | Brussels Bulls      | 0                   |                     |            |                      |                      |                      |  |
|  |                     |                     |                     |                     |            |                      |                      |                      |  |
|  |                     |                     |                     |                     |            | Brussels Bulls       | Brussels Bulls       | 21                   |  |
|  |                     |                     |                     |                     |            | Brussels Bulls       | Brussels Bulls       | 21                   |  |
|  |                     |                     |                     |                     |            | Dudelange Dragons    | Dudelange Dragons    | 6                    |  |

## Calendario

### Semifinali
| Dublino 26 giugno 2010 | UL Vikings | 58 – 14 | Dudelange Dragons |  |

| Dublino 26 giugno 2010 | Lelystad Commanders | 48 – 0 | Brussels Bulls |  |

### Finale 3º - 4º posto
| Dublino 27 giugno 2010 | Brussels Bulls | 21 – 6 | Dudelange Dragons |  |

### Finale
| Dublino 27 giugno 2010 | UL Vikings | 19 – 18 | Lelystad Commanders |  |

## Classifica
La classifica finale è la seguente:
- PCT = percentuale di vittorie, G = partite giocate, V = partite vinte, P = partite perse, PF = punti fatti, PS = punti subiti
- La vittoria finale è indicata in verde

| Pos. | Squadra             | %V    | G | V | P | PF | PS |
| ---- | ------------------- | ----- | - | - | - | -- | -- |
| 1    | UL Vikings          | 1.000 | 2 | 2 | 0 | 77 | 32 |
| 2    | Lelystad Commanders | .667  | 2 | 1 | 1 | 66 | 19 |
| 3    | Brussels Bulls      | .333  | 2 | 1 | 1 | 21 | 54 |
| 4    | Dudelange Dragons   | .000  | 2 | 0 | 2 | 20 | 79 |

## Verdetti
- UL Vikings Vincitori della EFAF Atlantic Cup 2010